# Karlovac (priimek)
Karlovac je priimek več znanih oseb:
- Elza Karlovac (1910-1961), slovenska operna pevka hrvaškega rodu
- Jožica Karlovac (1911-2003), slovensko-hrvaška biologinja
- Otmar Karlovac (1902-1980), hrvaški biolog